# 29 г. пр.н.е.
29 (двадесет и девета) година преди новата ера (пр.н.е.) е обикновена година, започваща в петък или събота, или високосна година, започваща в четвъртък, петък или събота по юлианския календар.

## Събития

### В Римската република
- Консули на Римската република са Гай Юлий Цезар Октавиан (за V път) и Секст Апулей. Суфектконсул става Поцит Валерий Месала.
- 11 януари – вратите на Храма на Янус са затворени за трети път в историята, ознаменувайки символично края на гражданската война и настъпването на мирни времена за Рим.[1]
- 13-15 август – Октавиан празнува троен триумф в Рим за победите си в Илирия, при Акций и в Египет в три последователни дни.[1]
- 18 август – осветени са Храмът на божествения Юлий и Курия Юлия.[1][2]
- 28 август – осветен е Олтарът на Победата.
- Тит Статилий Тавър (консул 26 пр.н.е.) построява първия каменен амфитеатър в Рим.[3]
- Начало на Кантабрийската война в Северна Испания.[1][2]
- Вергилий започва да пише своята Енеида. Публикувани са неговите „Георгики“.[4]
- Хораций написва одата Occidit Daci Cotisonis agmen.

#### В Мизия и Тракия
- Марк Лициний Крас ръководи успешна кампания в днешните български земи и дори убива в двубой вожда на бастарните Делдо.[5]

## Починали
- Мариамна, принцеса от династията на Хасмонеите и втората съпруга на Ирод Велики